# Храм Святых Сергия Радонежского и Елизаветы (Екатеринбург)

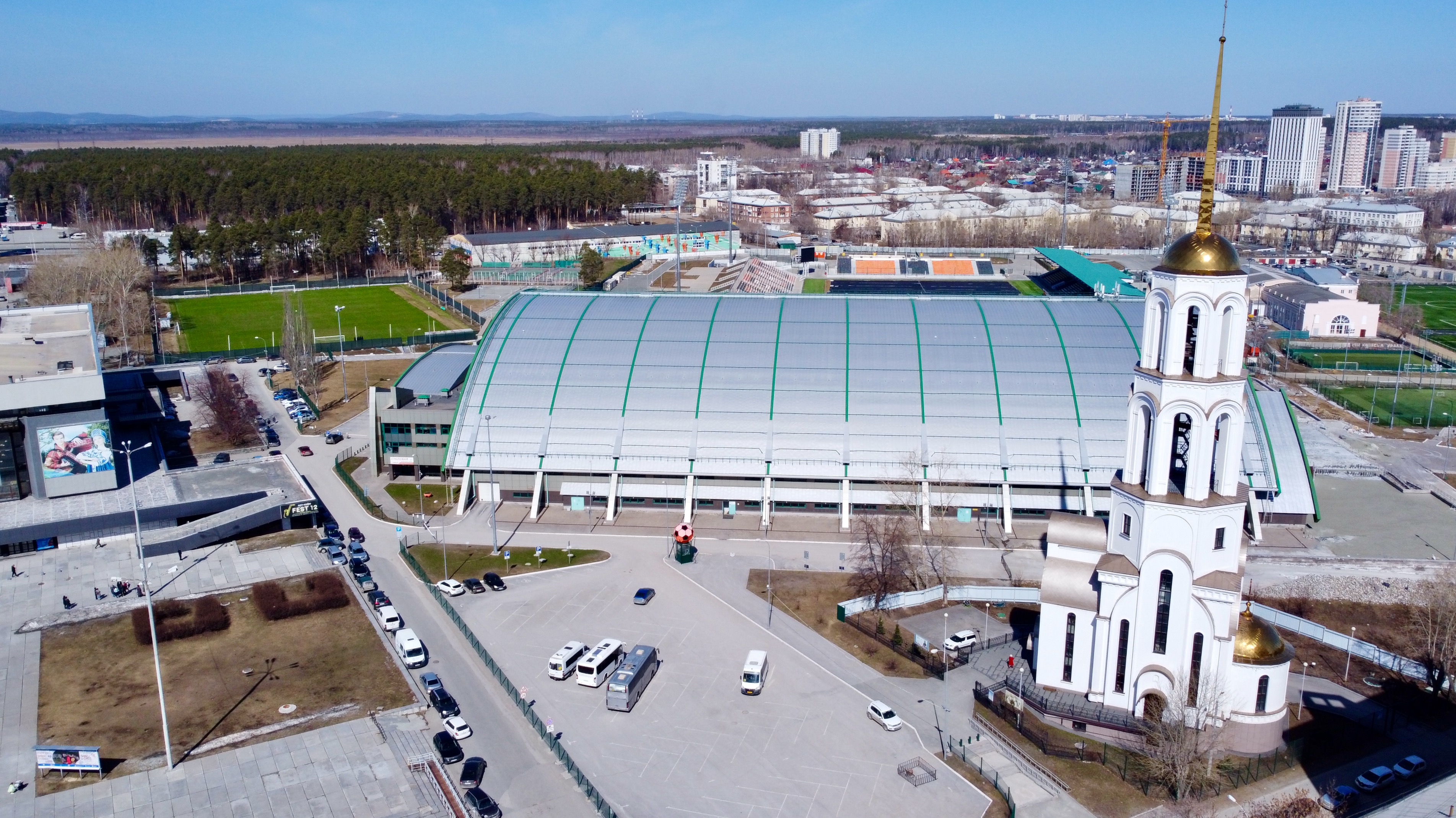
Вид на храм и манеж

Храм преподобного Сергия Радонежского и преподобномученицы Елисаветы Феодоровны — православный храм в микрорайоне Уралмаш города Екатеринбурга.

## Описание
Храм является архитектурной доминантой северной части Екатеринбурга. Это самый высокий храм Екатеринбурга, его высота составляет 77 метров. Маковка, шпиль и крест имеют общую высоту 29 метров. Колокольня выполнена двухъярусной. Верхний ярус рассчитан на звонницу в 12 колоколов — от 6 кг до 1140 кг, которые уже установлены. Нижний ярус рассчитан на более тяжёлые колокола — от 3 до 30 тонн. Храм однопрестольный. Алтарь посвящён двум святым — Преподобному Сергию Радонежскому и преподобномученице Елизавете Фёдоровне.
Престольные праздники — 18 июля, 8 октября, 11 октября.
Главная святыня храма — образ святых преподобномучениц великой княгини Елисаветы Феодоровны и инокини Варвары с частицами их святых мощей. Почитается ковчежец с частицей тапочка святителя Спиридона Тримифунтского.
Храм расположен на улице Фестивальной, в северной части площади перед ДК УЗТМ. В непосредственной близости от храма находится манеж «Урал» и стадион Уралмаш.

## Предпосылки строительства
Численность населения микрорайонов Уралмаш и Эльмаш, входящих в состав Орджоникидзевского района Екатеринбурга, превышает 200 тысяч человек. К моменту начала строительства Сергиево-Елизаветинского храма в районе насчитывалось 3-4 храма, включая Храм Рождества Христова, Храм в честь Успения Пресвятой Богородицы и Храм во имя Святой Блаженной Ксении Петербургской. Очевидно, что эти церкви не могли вместить всех желающих, особенно во время Церковных праздников. Инициатором строительства нового храма на Уралмаше выступил приход Рождества Христова. Для получения разрешения на строительство новой церкви общине приход Рождества Христова потребовалось около 19 лет. Из интервью со старостой прихода Еленой Шевченко:
Этот храм строится на деньги прихожан нашего прихода. Поскольку православному люду на Уралмаше становится тесно в храме Рождества Христова, мы всем миром просили Аркадия Чернецкого выделить землю под строительство небольшого культового сооружения неподалёку. Таким образом, мы начали стройку в данном месте. Это восемь соток земли на заброшенном стадионе. Нас даже радует, что храм будет находиться рядом со спортсооружениями — колокольным звоном мы будем прославлять победы наших земляков.
По замыслу архитекторов, Сергиево-Елизаветинский храм-звонница должен будет одним из самых высоких строений в Екатеринбурге, с колокольней на 15 кампанов он поднимется на 74,5 метров. Фактическая высота храма составляет 77 метров.

## История
17 апреля 2010 года церковную стройплощадку посетили сразу три архиерея: архиепископ Екатеринбургский и Верхотурский Викентий, архиепископ Тобольский и Тюменский Димитрий, архиепископ Курганский и Шадринский Константин. Они совместно заложили первый камень в основание будущего Сергиево-Елизаветинского храма и отслужили молебен. Патриарх Московский и всея Руси Кирилл на церемонию закладки первого камня не прибыл вопреки первоначальным заявлениям. В качестве причины была обозначена недостаточная безопасность на строительной площадке.
В течение лета 2010 года был вырыт котлован, и началось обустройство цокольного этажа. 20 апреля 2011 года: ведется обустройство нижнего технического этажа. Здание выполняется двухъярусным, поскольку цоколь намного шире самого храма, конструкция которого не вместила бы вспомогательные помещения. Поэтому и воскресная школа, и библиотека, и ризница будут расположены в цоколе. Кроме того, уже заказаны купола, кресты и необычный 19-метровый шпиль.
20 апреля 2012 года храм был поднят на высоту 35 метров. Вместе с крестом на высоком шпиле, который будет установлен ближе к лету этого года, храм возвысится над Екатеринбургом на 74 метра. 4 июля 2012 года была закончена кладка кирпичной коробки, подведено электроснабжение. Первый ярус колокольни готов для совершения звона, 1 июня туда были подняты 12 колоколов, самый крупный из которых весит 1140 кг. 28 декабря 2012 года один из крестов, ранее освящённых митрополитом Екатеринбургским и Верхотурским Кириллом, был водружён на своём месте на куполе алтарной части.
8 октября 2014 года митрополит Екатеринбургский и Верхотурский Кирилл совершил чин великого освящения храма.

## Духовная жизнь храма
По благословению главы епархии храм-колокольня вошел в состав прихода во имя Рождества Христова, духовенство которого совершали богослужения во вновь построенном храме, первым настоятелем служил приснопамятный митрофорный протоиерей Владимир Зязев.
Распоряжением правящего архиерея от 30 сентября 2018 года при храме образован самостоятельный приход.

## Галерея

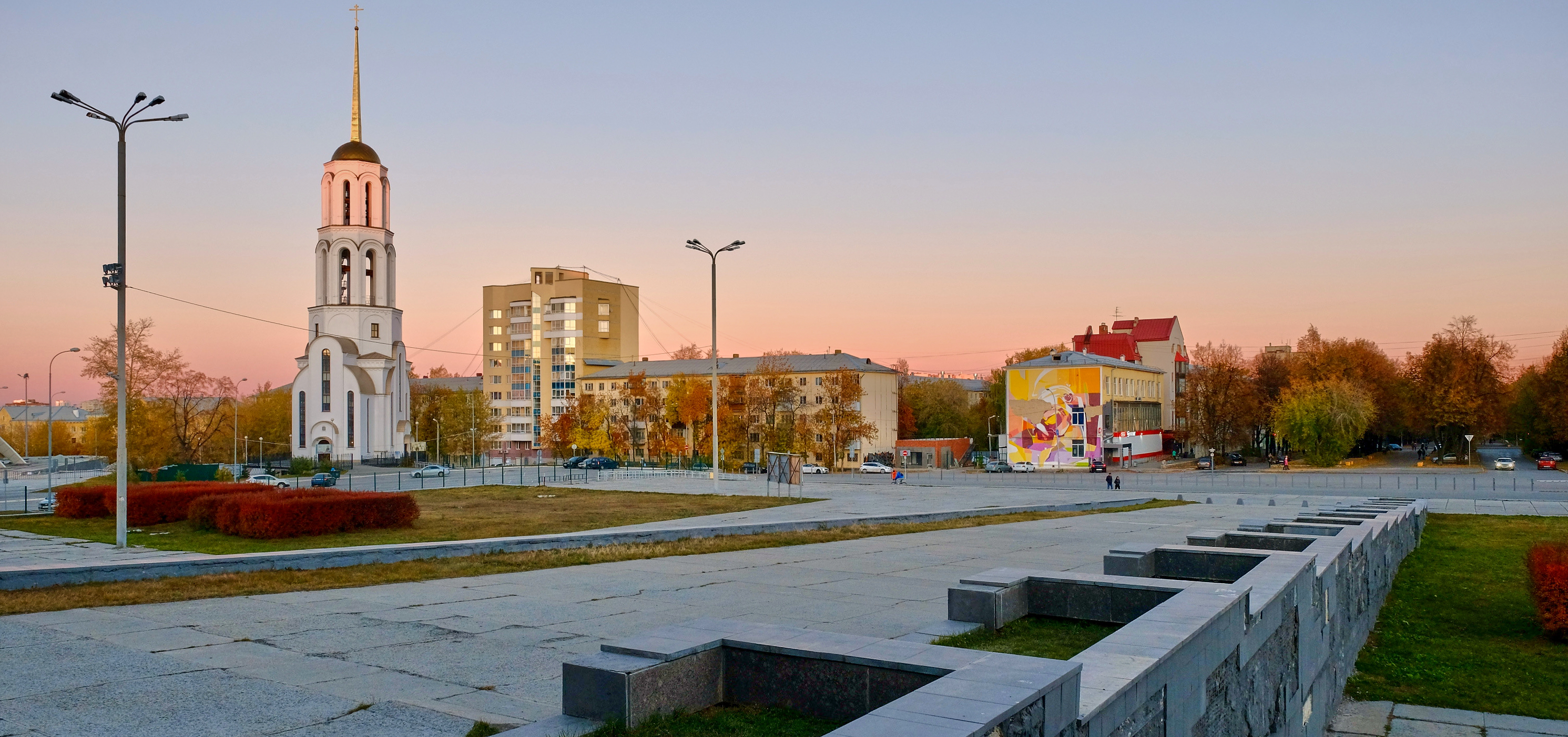
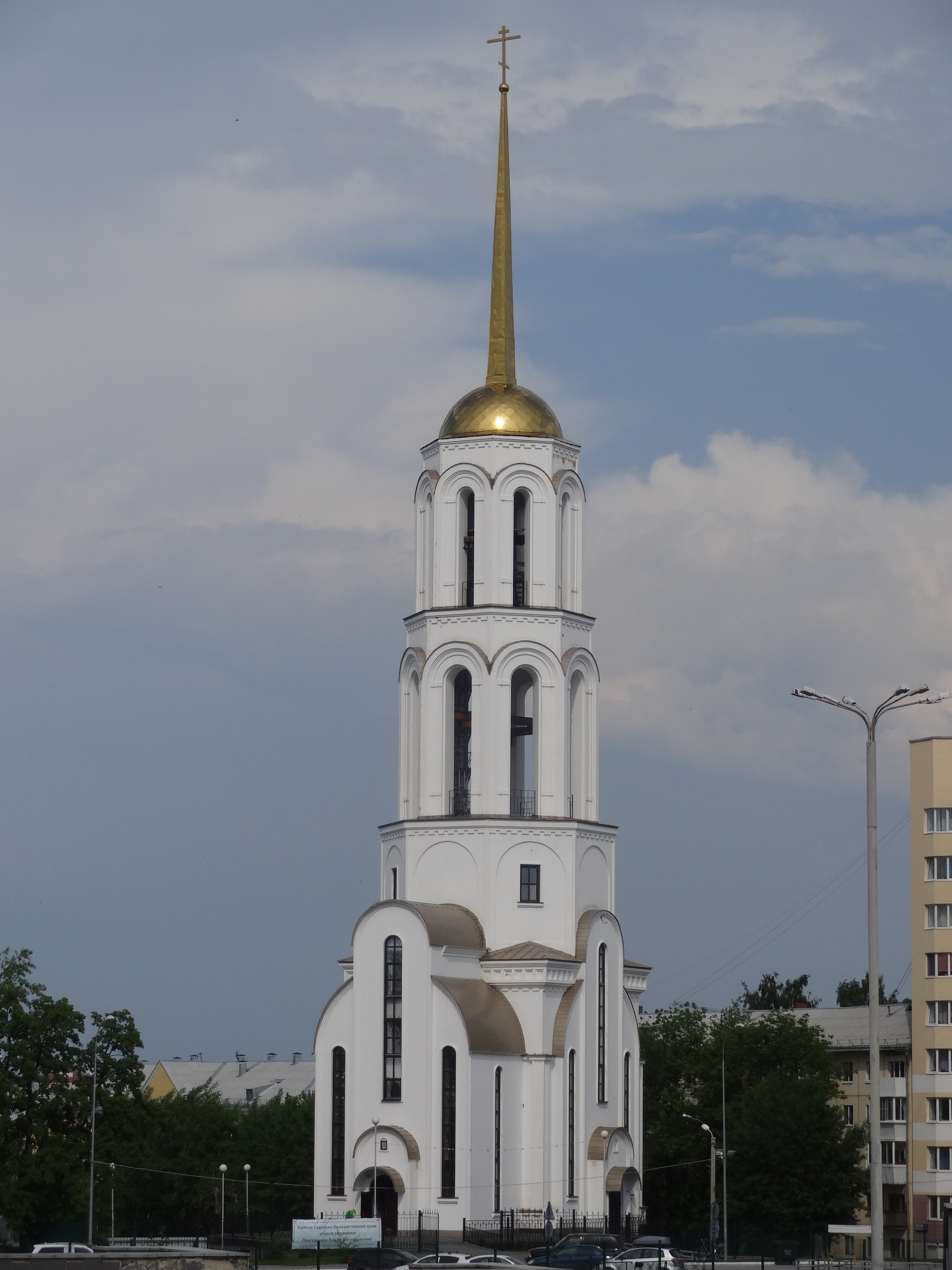
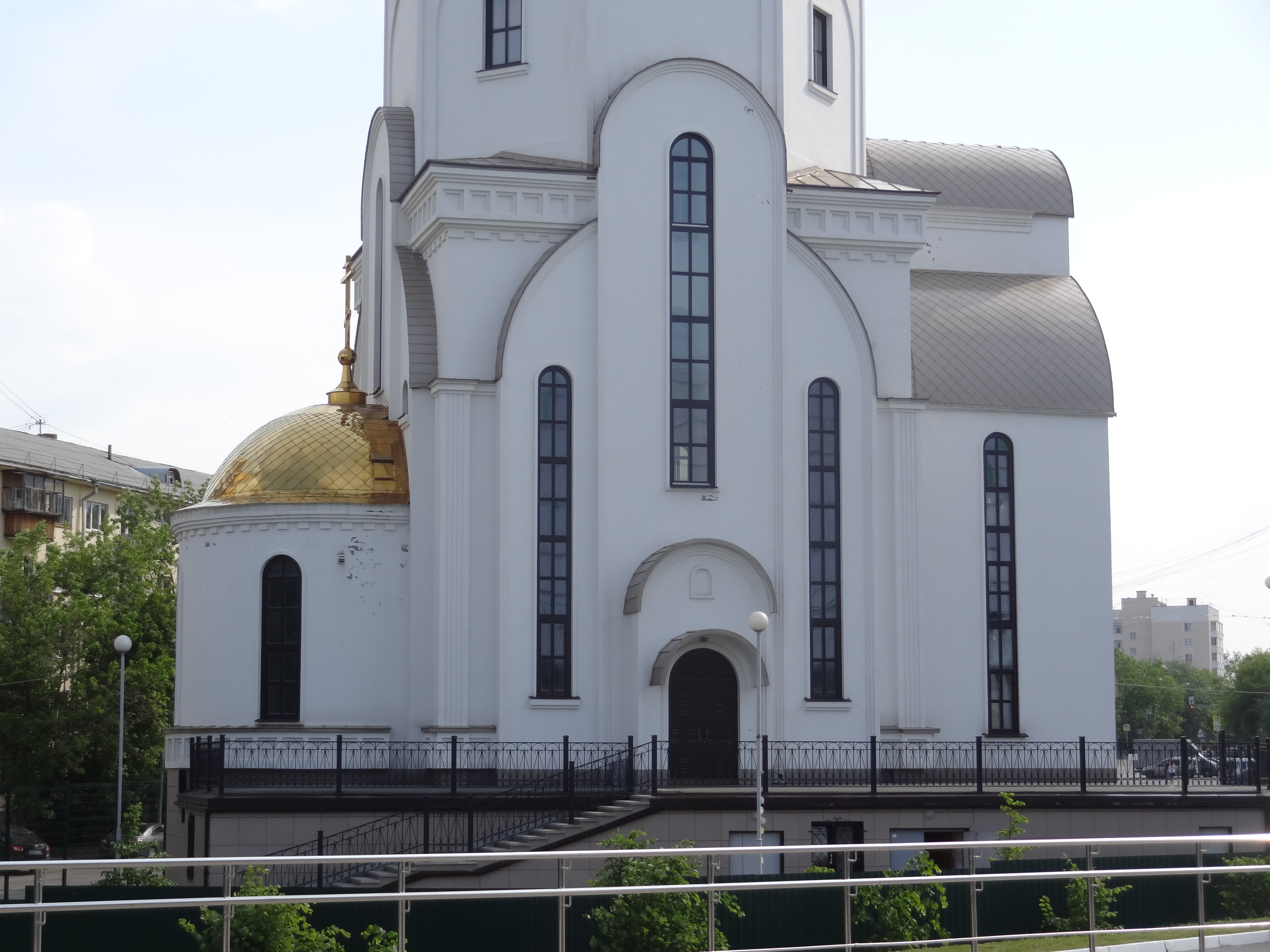
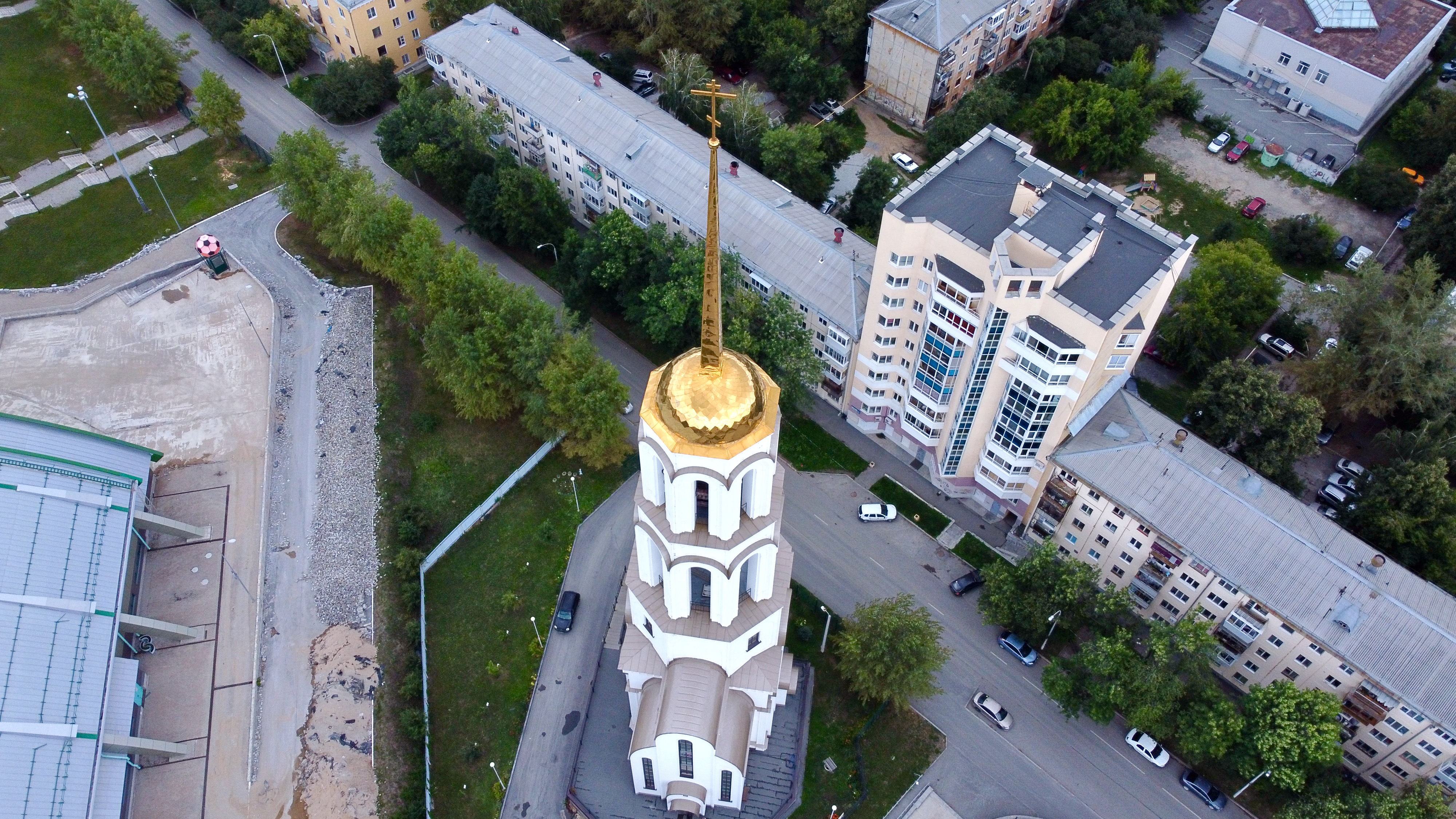
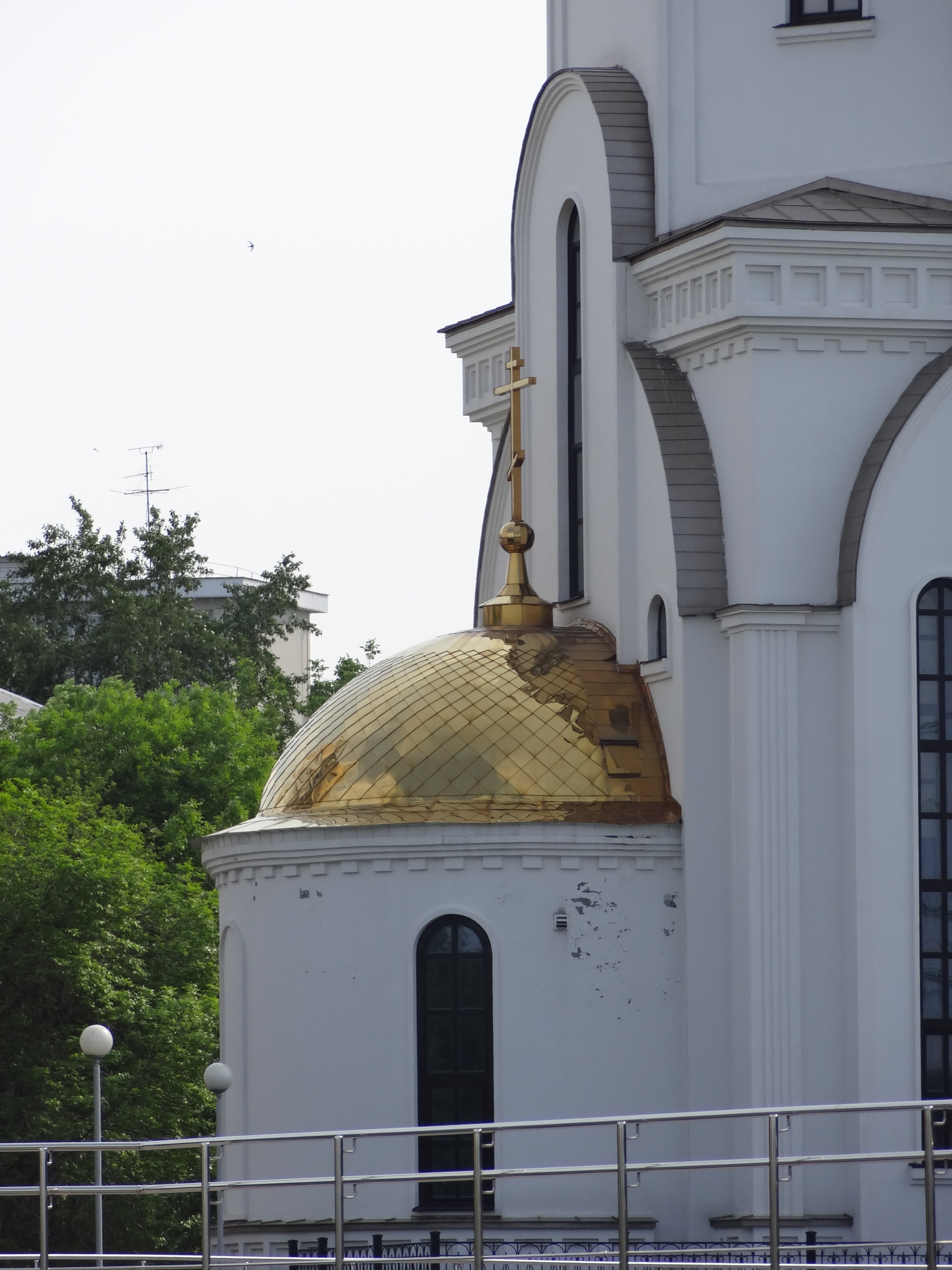